# بنجامين جوزيف فرانكلين
بنجامين جوزيف فرانكلين (بالإنجليزية: Benjamin Joseph Franklin)‏ هو محامي وسياسي أمريكي، ولد في مارس 1839 في مايسفيل في الولايات المتحدة، وتوفي في 19 مايو 1898 في فينيكس في الولايات المتحدة. حزبياً، نشط في الحزب الديمقراطي. وقد انتخب حاكم إقليم أريزونا (18 أبريل 1896 – 29 يوليو 1897) وانتخب عضو مجلس ولاية كانساس وانتخب عضو مجلس النواب الأمريكي.